# 悟惑寺
悟惑寺位於重慶市酆都縣興義鎮泥巴溪村，文物遺址年代為明代、清代，2009年12月15日列為第二批重慶市文物保護單位。